# Puquio (manantial)
Un pukio es un manantial de agua que forma parte de un viejo sistema de acueductos, cerca de la ciudad de Nazca, en Perú. De 36 puquios, la mayoría están todavía funcionando, llevando agua fresca en el desierto.[cita requerida]
Existen investigaciones en conflicto respecto a cuándo los acueductos fueron construidos realmente. Algunos arqueólogos sostienen que fueron construidos por los arquitectos precolombinos de Nazca alrededor del 540 antes de Cristo, en respuesta a dos sequías prolongadas durante ese tiempo.[cita requerida] Hay una falta general de referencias históricas tanto después como antes de la llegada del Imperio español.
Mientras que Katharina Schreiber y Josué Lanchon Rojas, en su libro Irrigation and Society in the Peruvian Desert (Riego y sociedad en el desierto peruano), muestran evidencia de que los puquios fueron construidos por una civilización prehispánica. Mónica Barnes y David Fleming afirman que Schreiber y Lanchon Rojas han interpretado  las pruebas incorrectamente y que existen explicaciones que sugieren que fueron construidos tras la llegada de los colonos españoles. Señalan que ni Pedro Cieza  de  León, ni Geronimo  de  Vivar, ni Reginaldo de  Lizárraga ni Antonio Vázquez de Espinosa, que visitaron la zona, hacen mención alguna de un sistema de irrigación allí. Sin embargo, la primera referencia de un sistema de irrigación en la zona de Nazca es de alrededor de 1692.

## Acueductos de Cantalloc
Los acueductos de Cantalloc son unos acueductos construidos por la cultura Nasca y ubicados a 4 km al norte de la ciudad de Nasca. Se construyeron más de 46 acueductos, que se usaban todo el año. Existen otros acueductos en diversos lugares de la ciudad.
Forman parte de un sistema de acueductos del mismo tipo (llamado "puquios") construido por el mismo pueblo Nasca.
Los acueductos aseguraban el suministro de agua a la ciudad de Nasca y a los campos de los alrededores, lo que permite el cultivo de algodón, habas, papas, maíz, etc. en una región árida.
Fue construido con piedras lajas y troncos de huarango. Los acueductos de Cantalloc tienen pozos de ventilación con formas espiral que bajan hasta el uso subsuelo que permite obtener el agua subterránea.

## Galería

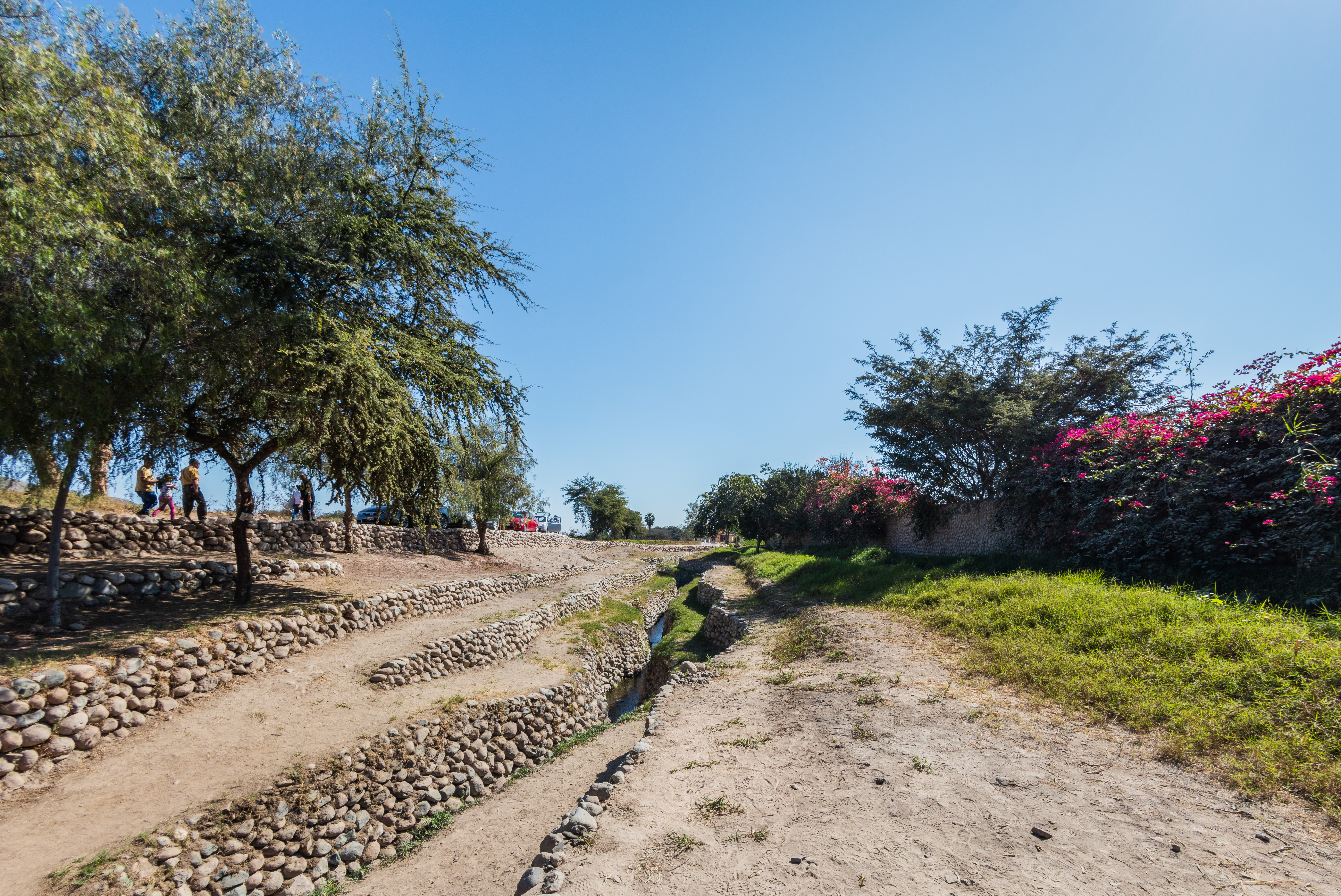
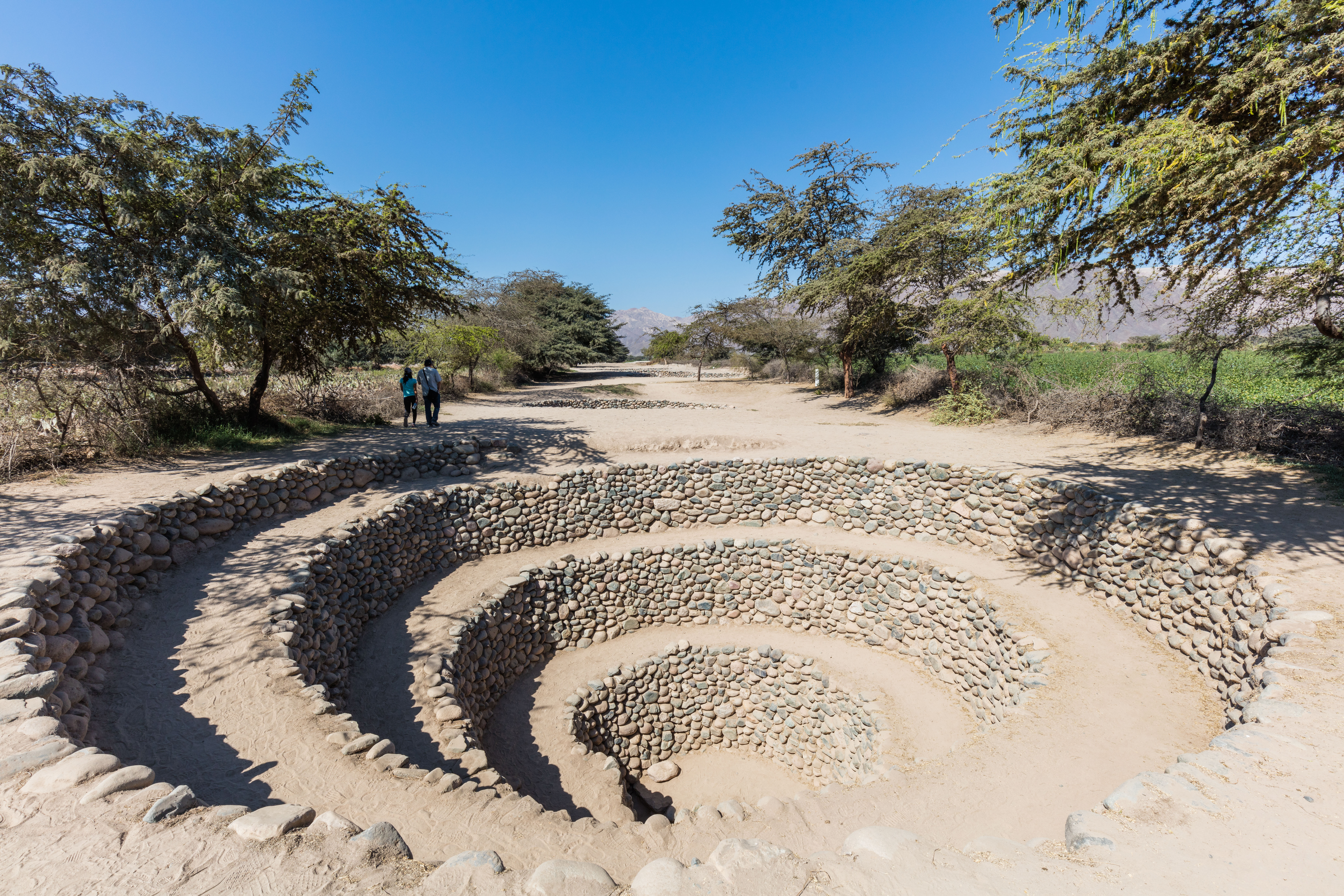
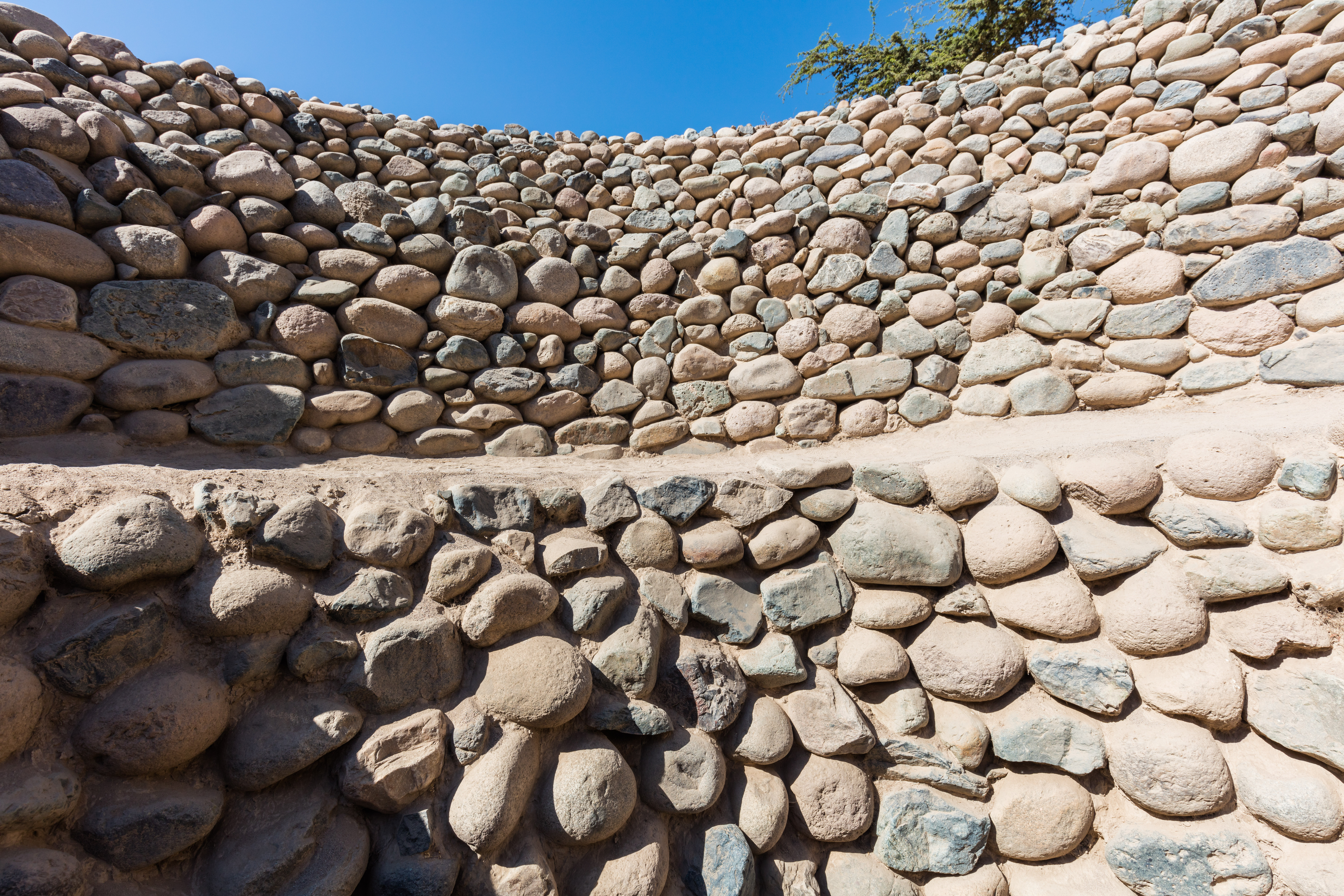
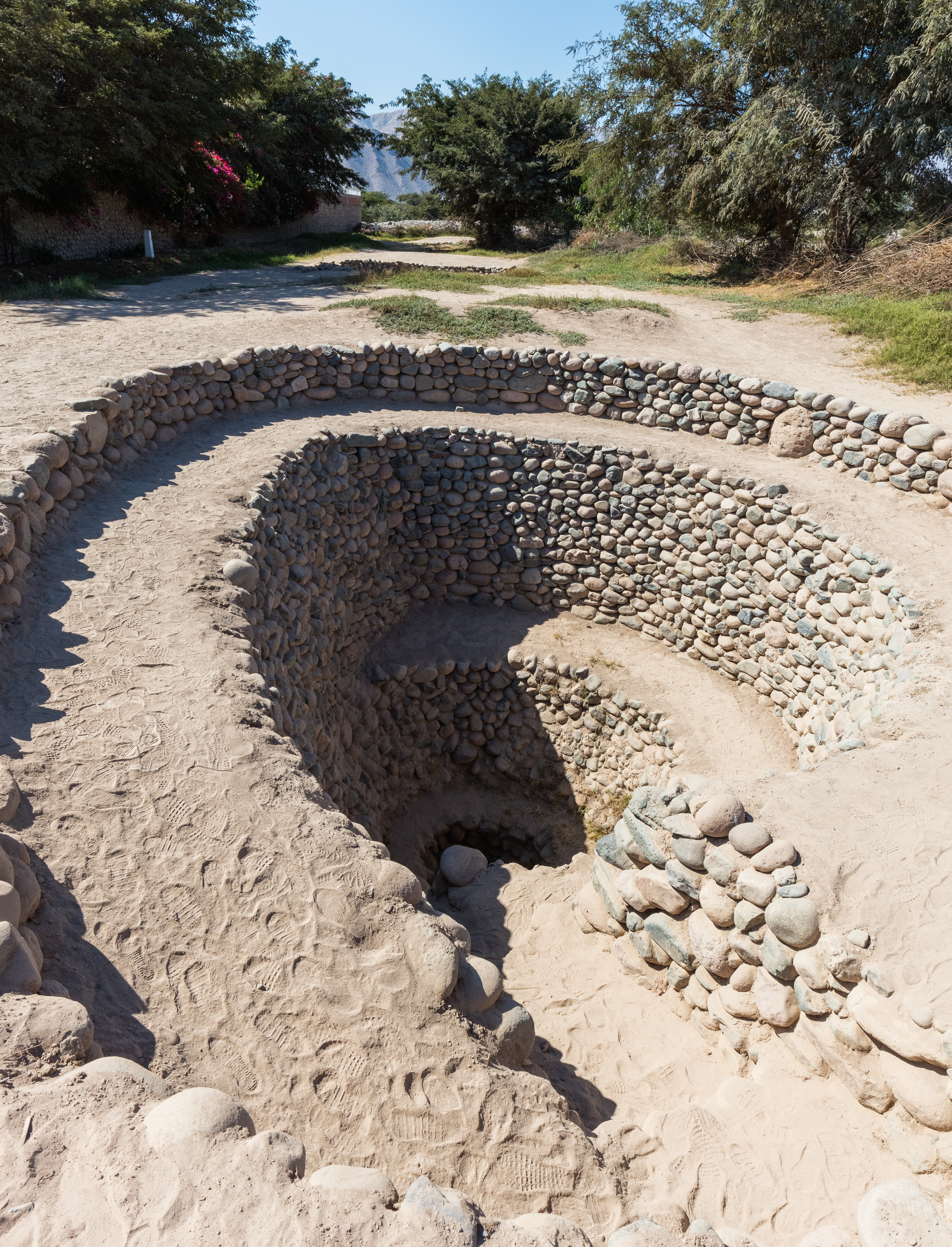
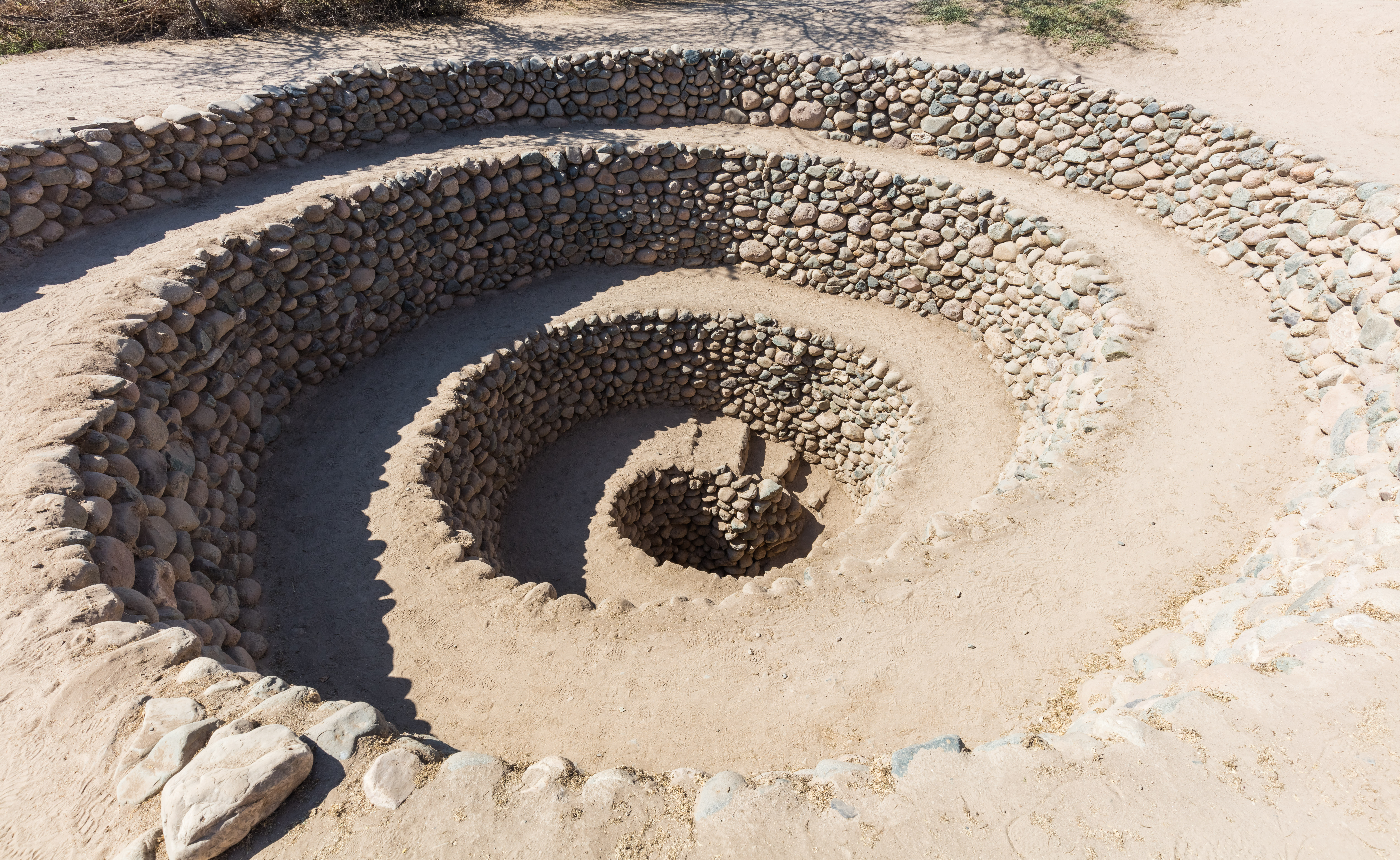
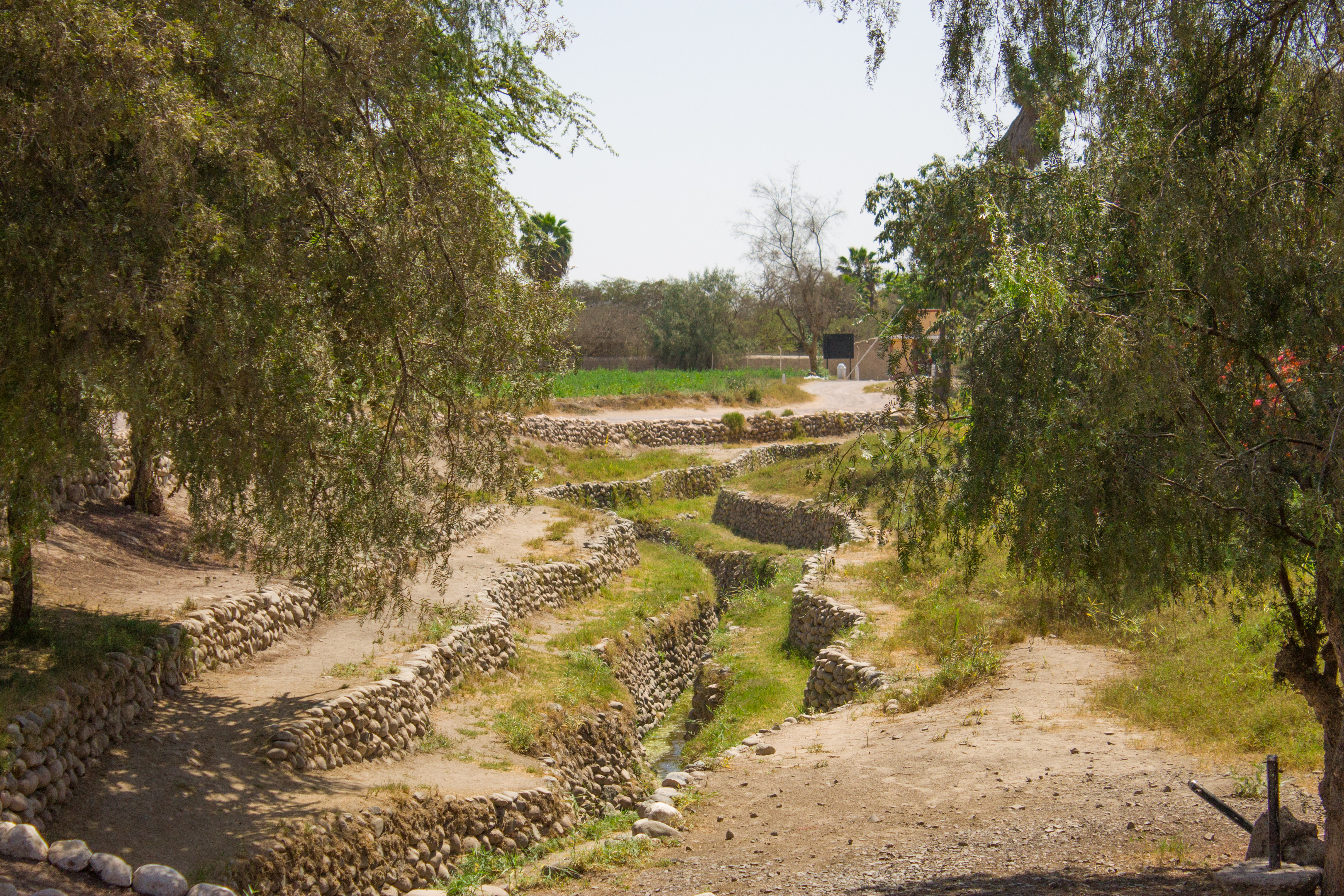